# João VI Cantacuzeno
João VI Cantacuzeno (em grego: Ιωάννης ΣΤ΄ Καντακουζηνός, Iōannēs VI Kantakouzēnos) (1292? – 15 de Junho de 1383), foi imperador de Bizâncio de 1347 a 1354. Nasceu em Constantinopla.

## Vida
João Cantacuzeno era filho de um Cantacuzeno que fora nomeado governador da Moreia por Teodora Paleóloga Angelina Cantacuzena, descendente da casa dos Paleólogo. Era também aparentado com a dinastia imperial através da sua mulher Irene Asanina, uma prima em segundo grau do imperador Andrónico III Paleólogo. Com a subida ao trono de Andrónico III em 1328, João foi encarregado da administração suprema dos negócios de Estado. Depois da morte do imperador em 1341, João Cantacuzeno foi designado regente e guardião de João V Paleólogo, o filho de nove anos de idade do imperador.
Sob suspeita da imperatriz viúva e de uma poderosa facção cortesã, João revoltou-se e fez-se coroar imperador em Demótica na Trácia, enquanto João V e os seus apoiantes se conservavam em Constantinopla.
A guerra civil que se seguiu durou seis anos, durante a qual os adversários pediram o apoio dos sérvios, dos búlgaros e dos turcos otomanos, e contrataram mercenários das mais variadas origens. Só com a intervenção decisiva dos otomanos, com quem João VI fez um péssimo negócio, é que este conseguiu vencer a guerra. João VI é considerado o responsável pela entrada dos turcos na Europa.
Em 1347 entrou triunfalmente em Constantinopla, e obrigou os seus opositores a aceitar um acordo segundo o qual ele seria co-imperador com João V e único administrador durante a menoridade daquele.
Com a retomada dos conflitos na década seguinte, fez do seu próprio filho Mateus Cantacuzeno co-imperador em 1353. Cantacuzeno demonstrou-se sempre demasiado pronto a invocar o auxílio de estrangeiros nas suas disputas europeias; e uma vez que não dispunha de meios para lhes pagar, este era um pretexto para que atacassem uma cidade. A carga financeira e fiscal imposta por João VI desde há muito o afastara dos seus súbditos, e João V Paleólogo dispunha de um forte partido de apoiantes. Assim, quando João V entrou em Constantinopla em 1354, o seu êxito estava garantido de antemão.
Cantacuzeno retirou-se para um mosteiro, onde adoptou o nome de Joás Cristódulo e dedicou-se a lavores literários. Morreu no Peloponeso e foi sepultado pelos seus filhos em Mistra, na Lacónia. Na sua "História" trata, em quatro volumes, dos anos entre 1320 e 1356. A obra é uma apologia da sua própria actuação governativa, e foi corrigida e completada através da obra de um seu contemporâneo, Nicéforo Grégoras. Cantacuzeno também escreveu uma defesa do hesicasmo, uma doutrina mística ortodoxa.
Durante este período o império, já de si reduzido a estreitas faixas de território, viu-se atacado por todos os lados. Houve guerras contra os genoveses, que detinham uma colónia em Gálata e controlavam numerosas operações financeiras na corte imperial; guerras contra os sérvios, que nessa altura se expandiam para criar um império ao longo da fronteira norte de Bizâncio; e havia ainda a perigosa aliança com os otomanos, que fundaram o seu primeiro estabelecimento estável na Europa em Galípoli na Trácia, em finais dos seu reinado.

## Família
Com a sua esposa Irene Asanina, filha de Andrónico Asen (filho do rei da Bulgária João Asen III da Bulgária e de Irene Paleóloga, filha do imperador Miguel VIII Paleólogo), João VI Cantacuzeno teve os seguintes filhos:
- Mateus Cantacuzeno (c. 1325 – 24 de junho de 1283), co-imperador entre 1353–1357 e posteriormente despotēs da Moreia.
- Manuel Cantacuzeno (ca. 1326 – 10 de abril de 1380), Déspota da Moreia.
- Maria Cantacuzena (m. depois de 1379), casou-se com Nicéforo II Orsini de Epiro.
- Teodora Cantacuzena (m. depois de 1381), casou-se com o sultão otomano Orcano I.
- Helena Cantacuzena (1333 - 10 de dezembro de 1396), casou-se com o imperador João V Paleólogo.
- Andrônico Cantacuzeno (ca. 1334 – 1347), filho caçula. A "História" de João relata que este filho morreu de "peste". Dado o ano de sua morte, Andrônico provavelmente morreu durante a grande "Peste Negra".